# Думбревень (комуна, Сучава)
Думбревень, Думбревені (рум. Dumbrăveni) — комуна у повіті Сучава в Румунії. До складу комуни входять такі села (дані про населення за 2002 рік):
- Думбревень (7591 особа)
- Селеджень (585 осіб)

Комуна розташована на відстані 359 км на північ від Бухареста, 12 км на схід від Сучави, 104 км на північний захід від Ясс.

## Населення
За даними перепису населення 2002 року у комуні проживали 8176 осіб.
Національний склад населення комуни:
| Національність | Кількість осіб | Відсоток |
| -------------- | -------------- | -------- |
| румуни         | 8172           | > 99,9%  |
| угорці         | 2              | < 0,1%   |
| цигани         | 2              | < 0,1%   |

Рідною мовою назвали:
| Мова      | Кількість осіб | Відсоток |
| --------- | -------------- | -------- |
| румунська | 8173           | > 99,9%  |
| угорська  | 2              | < 0,1%   |
| циганська | 1              | < 0,1%   |

Склад населення комуни за віросповіданням:
| Релігія            | Кількість осіб | Відсоток |
| ------------------ | -------------- | -------- |
| православні        | 5320           | 65,1%    |
| п'ятдесятники      | 2348           | 28,7%    |
| адвентисти         | 259            | 3,2%     |
| бретрени           | 127            | 1,6%     |
| баптисти           | 72             | 0,9%     |
| римо-католики      | 7              | 0,1%     |
| атеїсти            | 7              | 0,1%     |
| не релігійні       | 4              | < 0,1%   |
| реформати          | 2              | < 0,1%   |
| не вказали релігію | 4              | < 0,1%   |

## Зовнішні посилання
- Дані про комуну Думбревень на сайті Ghidul Primăriilor